# Verwaltungsgemeinschaft Pastetten
Die Verwaltungsgemeinschaft Pastetten liegt im oberbayerischen Landkreis Erding und wird von folgenden Gemeinden gebildet:
1. Buch a.Buchrain, 1647 Einwohner, 22,74 km²
2. Pastetten, 2836 Einwohner, 22,08 km²

Sitz der Verwaltungsgemeinschaft ist Pastetten.

## Geschichte
Die Notwendigkeit der Bildung einer Verwaltungsgemeinschaft entstand mit der Gebietsreform in Bayern. Die Verwaltungsgemeinschaft besteht seit dem 1978.
Ursprünglich gehörte der Gemeinschaft auch die Gemeinde Forstern an, die namensgebend und Sitz der Körperschaft war. Forstern wurde am 1. Januar 1980 aus der Verwaltungsgemeinschaft entlassen und es erfolgte die Umbenennung.